# 約瑟夫·迪安傑洛
約瑟夫·詹姆斯·迪安傑洛（1945年11月8日—）是一位美國連環殺手，強姦犯和強盜，被稱為「金州殺手」（Golden State Killer），他從1974年到1986年在加利福尼亞州犯下至少12起謀殺案，50多起強奸案和100多起盜竊案。他犯下罪行散佈在整個加州，並在不同地區獲得各種綽號，之後警察才確認犯人是同一個人。1970年代中期，他在加州中部城市維塞利亞被稱為「維塞利亞劫掠者」（Visalia Ransacker），在萨克拉门托县被稱為「東區強暴魔」，然後在南加州被稱為「暗夜尾行者」，並開始犯下謀殺案。
加州警方最初的調查在缺乏指紋證據與鑑定技術之下，始終無法確定「東區強暴魔」和「暗夜尾行者」的嫌犯為同一人，直到2001年的DNA採樣鑑定，才確立這一連串事件都出自同一人之手。
FBI在2016年重啟調查，並懸賞5萬美元。2018年4月，加州首府萨克拉门托警方在鄰近的城市柑橘高地（Citrus Heights）逮捕「金州殺手」迪安傑羅，他長期住在當地，有女兒和孫女。
2020年8月21日，迪安傑羅被判處终身监禁。

## 歷史
長期以來，加利福尼亞州維塞利亞一直被警方懷疑是金州殺手的犯罪訓練場。1974年4月至1975年12月的大規模的犯罪活動中，劫掠者據信是造成一宗謀殺和100多宗盜竊的罪魁禍首。他闖入民宅，破壞財物，散佈女性內衣及竊取低價值的物品，同時往往忽視紙幣和價值較高的物品。
之後金州殺手慣以蒙面在半夜清晨闖入女性家中，用繩結綑綁被害人後加以性侵、強盜，並會以手槍威脅被害者生命。從1976年開始幾乎每個月都會發生數起同樣手法的案件，至1979年間至少就有將近50名婦女慘遭強暴。當時的連環事件集中在加州萨克拉门托（Sacramento）東部地區，而被稱之為「東區強暴魔」（East Area Rapist），被害人年齡從13歲到41歲。
1977年左右，金州殺手的犯案目標從落單女性變成夫婦，兇手侵入民宅後會用手電筒叫醒熟睡中的夫婦，以繩索綑綁被害人後，會當著丈夫的面前性侵其妻子，並且在丈夫背上堆疊餐盤，只要聽到餐盤摔落的聲音就會殺害全家；在其連環犯行中，也有年輕夫婦慘遭殺害。
這一系列暗夜性侵殺人事件，在1978年左右開始被稱之為「暗夜尾行者」（NightStalker）。但經過一年多的連續犯案，都因為線索不夠充分而難以追緝真兇，犯案地點也從沙加緬度擴及加州南部、舊金山灣區東部及東南部的多個城市。
1986年，金州殺手將18歲女孩克魯茲（Janelle Cruz）性侵之後殺死，之後就銷聲匿跡，是他最後一次犯案。
2016年6月15日，美國聯邦調查局懸賞5萬美元，向社會大眾徵求破案線索。
2018年4月25日，美國加州萨克拉门托警局經DNA調查比對後，查出真凶為現年72歲的前警察约瑟夫·詹姆斯·迪安杰洛（Joseph James DeAngelo）但是，由於加利福尼亞州法律，2017年之前強姦案有消滅時效，現在不能以1970年代後期強姦罪來起訴犯人。
2020年6月29日，報導指出約瑟夫首度認罪。檢方指控其作案范围横跨加州11个郡，累計有53個犯罪现场，受害者人数达87人。
2020年8月21日，約瑟夫被判處终身监禁。

## 兇嫌

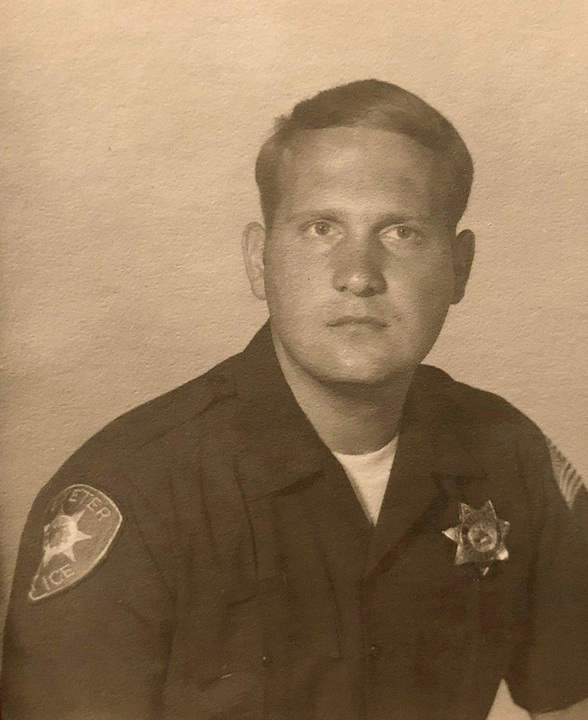
1973年迪安杰洛在埃克塞特警察局

约瑟夫·詹姆斯·迪安杰洛（Joseph James DeAngelo）在1945年11月8日出生於纽约州巴斯鎮，父亲是美国陆军中士，他有两个妹妹，一个弟弟。一位亲戚表示，迪安杰洛在9岁或10岁的时候，他家隨父親駐扎在西德，他曾目睹7岁的妹妹在一間仓库里被两名飞行员輪暴。1959到1960年間，他在加州科多瓦牧場就讀中学，1961年开始在加州佛森讀高中，1964年获GED普通教育文憑。曾在学校參加初級棒球校隊。1964年9月加入美国海军，越战期间在坎培拉號重巡洋艦和皮埃蒙特號驅逐艦上服役22个月，擔任损害控制员。1968年8月，迪安杰洛回國就读加州罗克林市的謝拉學院（Sierra College），他以优异的成绩毕业，获得警察科学的副学士学位。1970年5月，他与謝拉學院的同学邦妮·珍·柯威爾（Bonnie Jean Colwell）订婚，後來断绝关系。调查人员认为，某次袭击中兇手曾罵出「我恨你，邦妮！」兩者之間可能有所關聯。1971年就读沙加緬度州立大学，获刑事司法学士学位，后来在維塞利亞红杉学院（College of the Sequoias）修習研究生课程，以及进一步的警察培训，最後在羅斯維爾警察局完成為期32周的警員实习。
1973年5月到1976年8月，迪安杰洛从柑橘高地搬到埃克塞特（一个約五千人口的小镇，靠近维萨利亚），負責處理入室盜竊。1976年8月到1979年7月任职奥本警察局，後來他在商店偷窃一把锤子和驱狗剂被逮捕，他被判处六个月缓刑，並在当年10月被解雇。1973年11月他与莎朗·瑪莉·哈朵（Sharon Marie Huddle）在普萊瑟（Placer，现称盧米斯）结婚。1980年在柑橘高地置產，也是他最终被捕的地方。哈朵在1982年當上律师，他们有三个女儿，1991年夫妻分居，2018年7月哈朵訴請離婚，兩人在2019年離婚。
迪安杰洛在1980年代的工作经历不详。从1990年直到2017年退休，他都在羅斯維爾的省錢超市（Save Mart Supermarkets）當配送中心的卡车技工。他在1996年曾因加油站的一起事件被捕，後來案件被驳回。他的姐夫表示，當年在案發期間，迪安杰洛曾經随口提起「東區強暴魔」。邻居表示迪安杰洛经常脾氣一來，就大声罵人。一位邻居说，因为他们的狗會亂叫，迪安杰洛曾打電話到他家，威胁要「送他去死」。被捕时，他与一个女儿和孙女同住。

## 報導文學
金州殺手的稱呼則是源自報導文學《我將消失於黑暗中》（I'll Be Gone in the Dark），2013年，作家米雪爾·麥納瑪拉（Michelle McNamara）在《洛杉磯雜誌》上連載以此事件為藍本的寫實報導，描述一名調查員和退休偵探追查「金州殺手」的故事，HBO在2020年將此報導改編成電視連續劇I'll Be Gone in the Dark。

## 外部連結
- Cold Case – EARONS （页面存档备份，存于） at coldcase-earons.com
- DeAngelo Hunt's Collection of newspaper clippings about the Golden State Killer （页面存档备份，存于） at Newspapers.com
- EAR/ONS magazine （页面存档备份，存于） – 188-page magazine of related photos and news articles (from Casefile)
  - . casefilepodcast.com.   [2018-05-06]. （原始内容存档于2021-02-24）. Map of the EAR/ONS crimes.
- . ear-ons.com. （原始内容存档于2016-06-17）.
- East Area Rapist / Original Night Stalker Casebook at earonscasebook.com
- East Area Rapist / Original Night Stalker Composites （页面存档备份，存于） at earons.wordpress.com
- East Area Rapist and Bedroom Killer Casebook （页面存档备份，存于） at sites.google.com
- Map of the East Area Rapist / Original Night Stalker / Golden State Killer Crimes （页面存档备份，存于）
- True Crime Diary （页面存档备份，存于） at truecrimediary.com
- GEDMatch: public genealogy database （页面存档备份，存于）